# Radegast (posąg)
Radogost – posąg domniemanego słowiańskiego boga Radogosta znajdujący się na górze Radhošť w miejscowości Dolní Bečva w Czechach, zwrócony twarzą w kierunku szczytu. Autorem pomnika jest pochodzący z Frenštátu, profesor Instytutu Sztuki w Chicago, rzeźbiarz akademicki Albín Polášek. Oryginalny posąg obecnie znajduje się w ratuszu we Frenštácie, a na Radhošcie znajduje się jego replika, która ma 320 cm wysokości i waży 3,38 tony. Drugi oryginalny posąg, wykonany w tym samym czasie, znajduje się w zoo w Pradze.

## Opis posągu
Posąg boga ma ciało mężczyzny, głowę ma w postaci lwa z grymasem jakby bestii, na głowie hełm w postaci głowy byka z rogami, ubrany jest w spódnicę zdobioną ornamentami, z szerokim zdobionym pasem z klamrą w kształcie słońca, spod spódnicy wystają ludzkie stopy ubrane w kierpce. W prawej ręce trzyma róg obfitości, na której siedzi kaczka, lewą ręką opiera się o topór na długim kiju, być może ciupagę.

## Powstanie rzeźby
Albín Polášek rozpoczął pracę nad swoim dziełem już w 1924 roku i wiadomo, że w Stanach Zjednoczonych powstało kilka wersji tego dzieła. Pierwotnym zamiarem Poláška było stworzenie zestawu rzeźb bogów z mitologii słowiańskiej, dla których lokalizacji wybrał mityczną górę Radhošť. W 1930 roku autor wynajął pracownię Nováka w Pradze i stworzył ostateczną formę posągu Radogasta. Przed II wojną światową Albín Polášek często wyjeżdżał na wakacje do rodzinnego Frenštátu pod Radhoštěm. Pod osobistym nadzorem i kierownictwem około 1930 r. w praskiej odlewni Maška wykonano dwie identyczne rzeźby Radegasta (według trzeciego modelu).
Oba posągi wykonano z mieszanki betonu i gruzu granitowego wzmocnionego żelaznym szkieletem, ale różniły się kolorem. Pierwszą rzeźbę Radogosta, wykonaną z białego i czarnego granitu, Polášek zadedykował mieszkańcom swojej rodzinnej miejscowości i umieścił na górze Radhošť. Drugi posąg Radegasta, wykonany z czerwonego granitu, Albín Polášek zamierzał umieścić w swoim ogrodzie, ponieważ chciał na starość wrócić w rodzinne Beskidy i wykorzystać tę rzeźbę do uzupełnienia zestawu posągów bogów słowiańskich, który budował w swoim ogrodzie. Druga wojna światowa, a później zamach stanu w 1948 r. pokrzyżowały Poláškowi plany na starość. Ponadto zmiana stosunków politycznych w Czechosłowacji, a także poważne problemy zdrowotne (udar w 1950 r.) zniechęciły go do powrotu do ojczyzny na zawsze.
Uroczyste odsłonięcie posągu Radogosta oraz posągu Cyryla i Metodego, który powstał w tym samym czasie, odbyło się 5 lipca 1931 r., w Dzień słowiańskich misjonarzy Cyryla i Metodego, w ramach pielgrzymki słowiańskiej, zorganizowanej przez stowarzyszenia Matice Radhošťská i Pohorská jednota „Radhošť” pod patronatem rządu czechosłowackiego przy wsparciu prezydenta Tomáša Masaryka. Za stworzenie pomnika zapłaciła czeska diaspora w Stanach Zjednoczonych, która następnie podarowała go swojej ojczyźnie.
Na przełomie lat pięćdziesiątych i sześćdziesiątych XX wieku druga rzeźba Poláška przedstawiająca Radegasta została odkryta przez robotników w ogrodzie dawnej odlewni Maška w Pradze pod warstwą ziemi i liści. Prawdopodobnie na początku lub w czasie II wojny światowej ukryto ją przed okupantem niemieckim, a po 1945 r. o dobrze zamaskowanej figurze zapomniano. Ponieważ posąg miał cechy zwierzęce, władze lokalne uznały, że tematycznie pasuje do praskiego zoo, dokąd został przeniesiony w 1961 r. W latach 2014–2015 figura ta została odrestaurowana i uzupełniona o zaginioną z biegiem lat kaczkę na rogu obfitości.

## Rekonstrukcja posągu na Radhošcie
Pomnik Radegasta stał się nieodłączną częścią masywu Radhošť. Od 1958 r. znajduje się na liście zabytków kultury chronionych przez państwo. W ciągu dziesięcioleci sztuczny kamień ucierpiał jednak z powodu trudnych warunków pogodowych, a żelazne zbrojenie, którym wzmocniono posąg, przyciągało również pioruny, które uszkodziły go już w 1938 roku. Największe szkody wyrządziło zamarzanie wody w szczelinach, co spowodowało odpryskiwanie betonu i korozję żelaznego szkieletu. W nieznanym czasie z posągu zdjęto uszkodzoną terakotową kaczkę, która później trafiła do depozytu muzeum we Frenštácie.
Po raz pierwszy pomnik został odrestaurowany w 1980 r. Zadania tego podjął się ołomuniecki rzeźbiarz Karel Hořínek i jego syn, którzy naprawili pęknięcia, zalali i wzmocnili wnętrze betonem oraz wykonali replikę brakującej kaczki na podstawie zdjęć. Radogost wrócił na swoje miejsce 11 czerwca 1982 roku.
W 1994 r. zauważono, że erozja posągu postępuje w szybkim tempie, dlatego pracownicy Instytutu Ochrony Zabytków postanowili przenieść go w bezpieczne miejsce i stworzyć replikę posągu z trwalszego materiału naturalnego. W maju 1996 r. oryginał został przewieziony z Radhošť do Leskovca do pracowni Jana Sobka i Miroslava Zubíčka, którzy pod kierunkiem rzeźbiarza akademickiego Miroslava Machali wykonali replikę z granitu z kamieniołomu w Vápenicach koło Vysokiego Chlumca w regionie Sedlčansko, najbardziej zbliżonego kolorystycznie do oryginału. Koszty finansowe związane z wykonaniem kopii, które wyniosły prawie 1 mln koron, pokrył browar w Nošovicach, który w swoim logo ma posąg Radogosta. W ciągu kilku miesięcy kamieniarze wyrzeźbili kopię z 18-tonowego granitowego bloku, którą 4 lipca 1998 r. ustawiono na pierwotnym miejscu na grzbiecie Radhoštědu – ok. 2,5 km na wschód od szczytu.
Po skomplikowanych negocjacjach odrestaurowany oryginalny pomnik umieszczono w przedsionku ratusza we Frenštácie i odsłonięto go 6 listopada 1998 r.

## Galeria

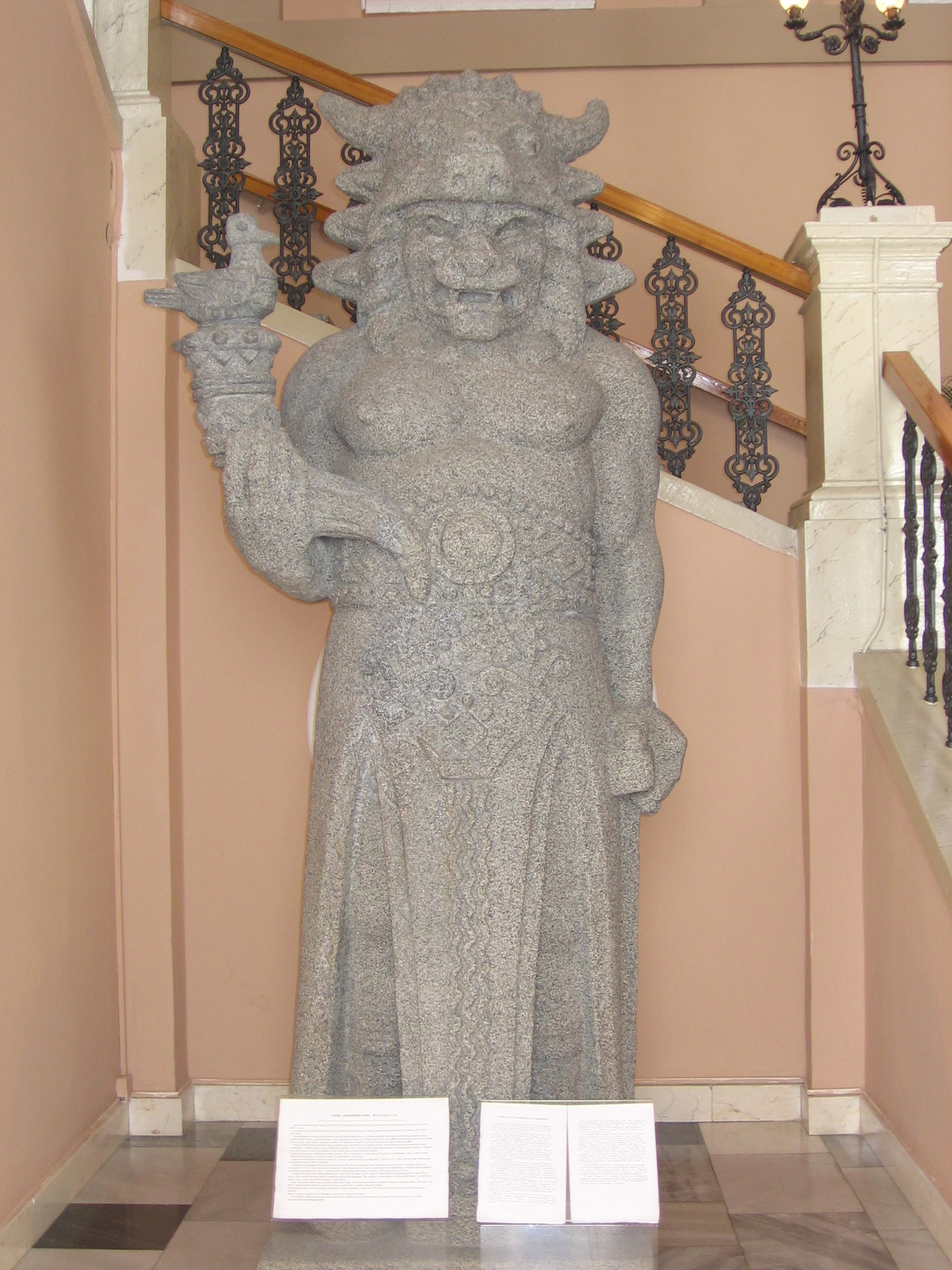
Pierwsza oryginalna rzeźba Radogosta znajdująca się w ratuszu we Frenštácie
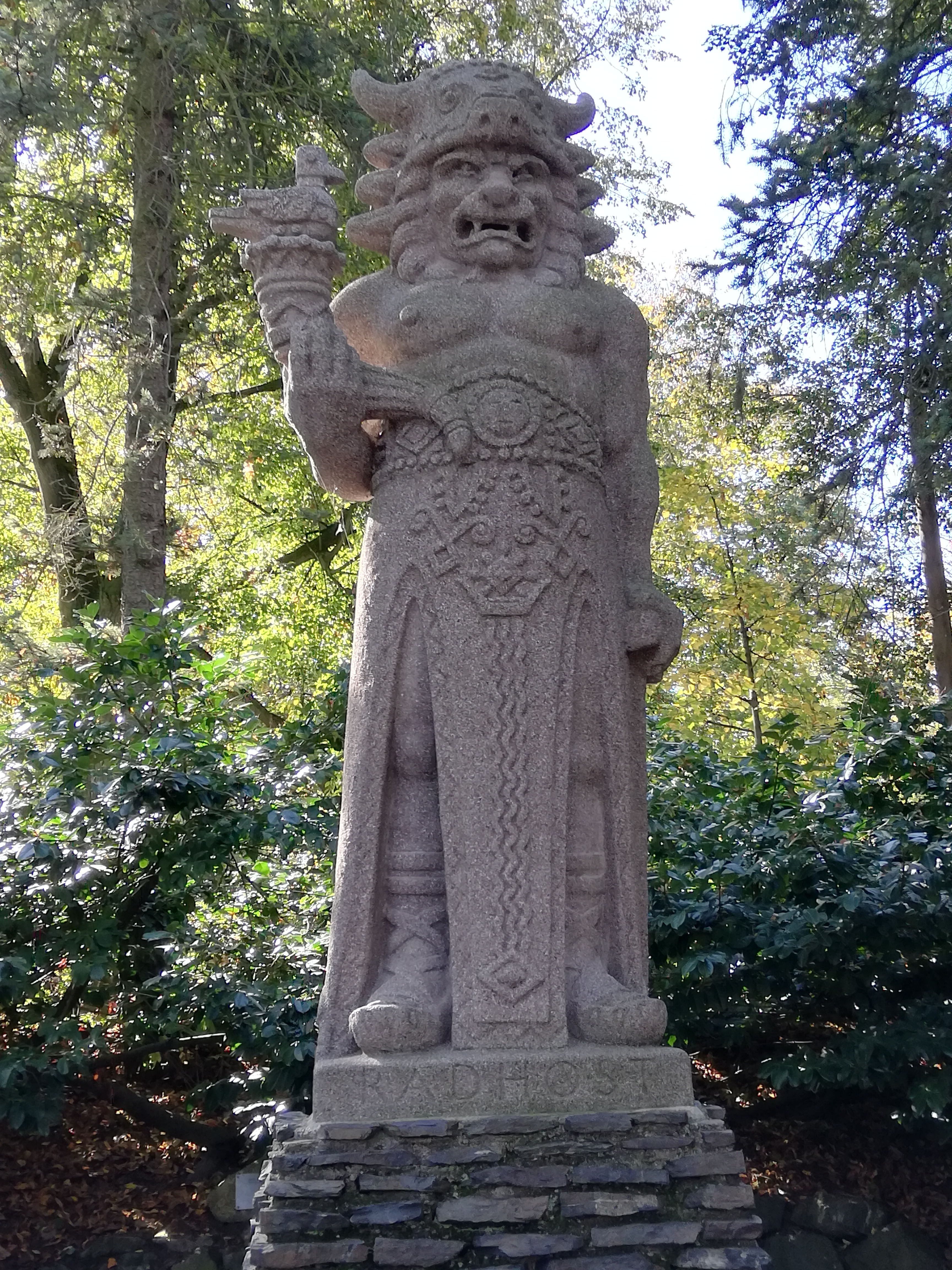
Druga oryginalna rzeźba Radogosta znajdująca się w zoo w Pradze